# Risa Hirako
Risa Hikaro (平子 理沙 en japonais), née le 14 février 1971 à Tokyo, Japon), est un mannequin représentée par l'agence Newpower et une actrice japonaise. 

## Biographie
Elle a créé des marques de mode et est apparue dans l'industrie de la musique. C'est un modèle charismatique. Elle est encore en activité à plus de quarante ans,. Son ex-mari est l'acteur Eisaku Yoshida.

## Filmographie

### Série TV
| Année            | Titre        | Réseau             | Notes |
| ---------------- | ------------ | ------------------ | ----- |
| 2009             | BeauTV: VoCE | TV Asahi, BS Asahi |       |
| F1 Pole Position | Fuji TV      |                    |       |